# Lingua tatara

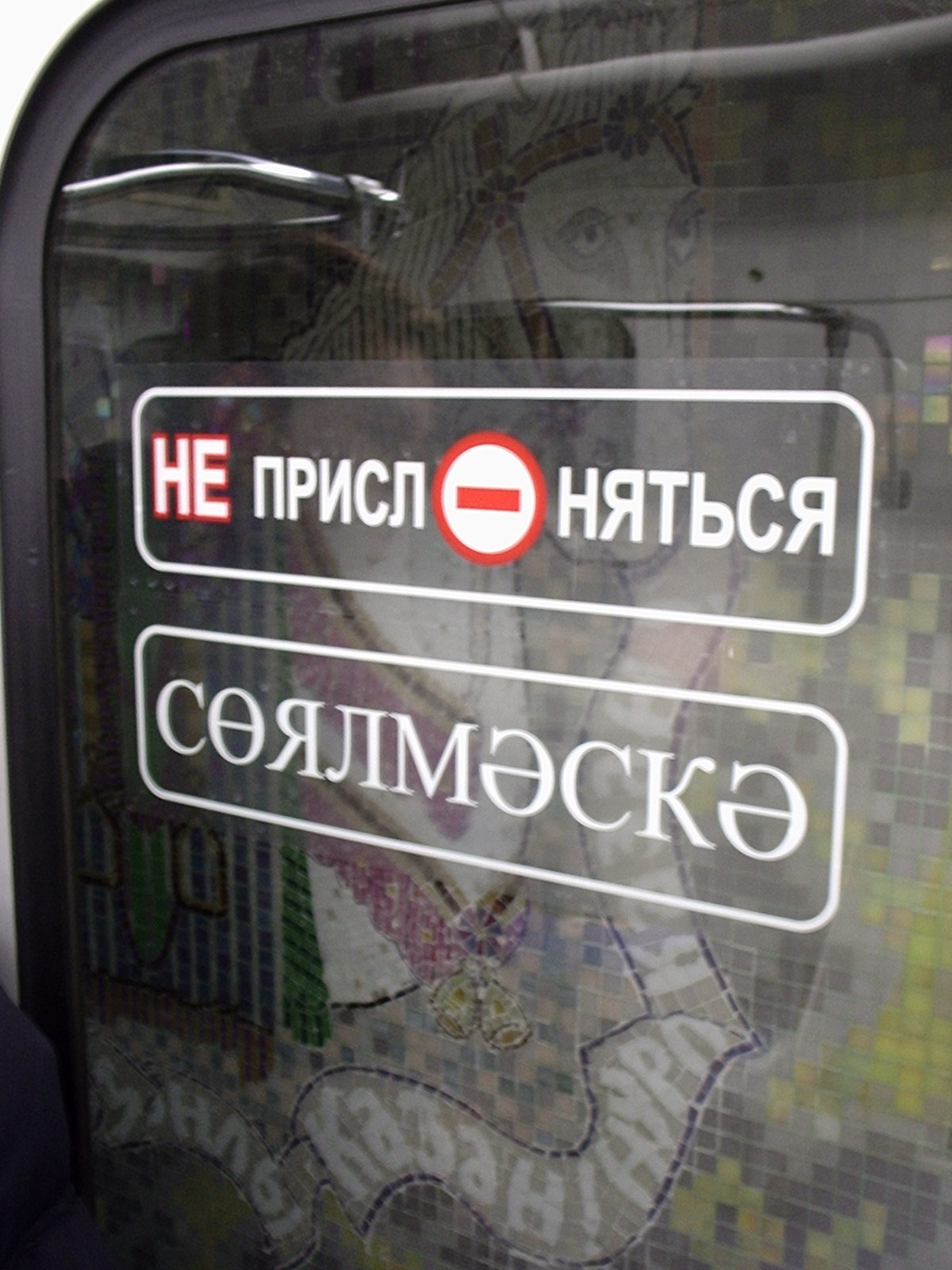
Insegna bilingue russo-tatara nella metropolitana di Kazan'

La lingua tatara o tartara (nome nativo: Tатар теле, Tatar tele; in russo татарский язык?, tatarskij jazyk) è una lingua turcica parlata in Russia, principalmente nella regione del Volga.

## Distribuzione geografica
Al censimento russo del 2010 risultavano 4,28 milioni di locutori, stanziati principalmente in Baschiria e Tatarstan; secondo Ethnologue, la lingua nel 2013 è attestata anche in altre repubbliche ex-sovietiche, in Cina e in Turchia, per un totale complessivo di 5,4 milioni persone che parlano tataro.

### Lingua ufficiale
È lingua ufficiale in Tatarstan.

## Classificazione
Secondo Ethnologue, la classificazione della lingua tatara è la seguente:
- Lingue altaiche
  - Lingue turche
    - Lingue turche occidentali
      - Lingue turche uraliche
        - Lingua tatara

## Sistema di scrittura
Per la scrittura si impiegano l'alfabeto cirillico e l'alfabeto arabo.
Sino al 1927 si utilizzava l'alfabeto arabo, che viene usato tuttora dai tatari in Cina.
Nel 1927, la lingua tartara fu tradotta nell'alfabeto latino, che esisteva con lievi modifiche fino al 1939.
| A a | B ʙ | C c | Ç ç | D d | E e | Ə ə | F f |
| G g | Ƣ ƣ | H h | I i | J j | K k | L l | M m |
| N n | Ꞑ ꞑ | O o | Ɵ ɵ | P p | Q q | R r | S s |
| Ş ş | T t | U u | V v | X x | Y y | Z z | Ƶ ƶ |
| Ь ь |     |     |     |     |     |     |     |

Il sistema di scrittura basato sull'alfabeto cirillico viene utilizzato dal 1939. L'alfabeto cirillico moderno della lingua tatara contiene 39 lettere:
| А а | Ә ә | Б б | В в | Г г | Д д | Е е | Ё ё |
| Ж ж | Җ җ | З з | И и | Й й | К к | Л л | М м |
| Н н | Ң ң | О о | Ө ө | П п | Р р | С с | Т т |
| У у | Ү ү | Ф ф | Х х | Һ һ | Ц ц | Ч ч | Ш ш |
| Щ щ | Ъ ъ | Ы ы | Ь ь | Э э | Ю ю | Я я |     |

## Fonetica
L'accento nelle parole tatare cade normalmente sull'ultima sillaba.
Come nel turco, nell'ungherese e nel finlandese, nel tataro esiste il fenomeno dell'armonia vocalica. La regola generale è che in una parola coesistono o le vocali anteriori (ä, ö, ü, e, i) o le vocali posteriori (a, o, u, ı). 
Questo influisce sulla grammatica: ogni suffisso o desinenza ha due forme a seconda dell'ultima vocale della parola.
- bala – bambino: bala-lar-ıbız (i nostri bambini)
- eşlä! – lavora!: eşlä-mä-deñ-me? (non hai lavorato?)

| Lettere (alfabeto cirillico) | Lettere (alfabeto latino) | Pronuncia |
| ---------------------------- | ------------------------- | --------- |
| А а                          | A a                       | [ɑ]       |
| Ә ә                          | Ä ä                       | [æ]       |
| Б б                          | B b                       | [b]       |
| В в                          | W w                       | [w]       |
| В в                          | V v                       | [v]       |
| Г г                          | G g                       | [g]       |
| Г г                          | Ğ ğ                       | [ʁ]       |
| Д д                          | D d                       | [d]       |
| E e                          | E e (Ye ye)               | [e] [je]  |
| Ё ё                          | Yo yo                     | [jo]      |
| Ж ж                          | J j                       | [ʒ]       |
| Җ җ                          | C c                       | [dʒ]      |
| З з                          | Z z                       | [z]       |
| И и                          | İ i                       | [i]       |
| Й й                          | Y y                       | [j]       |
| К к                          | K k                       | [k]       |
| К к                          | Q q                       | [q]       |
| Л л                          | L l                       | [l] [ɫ]   |
| М м                          | M m                       | [m]       |
| Н н                          | N n                       | [n]       |
| Ң ң                          | Ñ ñ                       | [ŋ]       |
| О о                          | O o                       | [o]       |
| Ө ө                          | Ö ö                       | [ø]       |
| П п                          | P p                       | [p]       |
| Р р                          | R r                       | [r]       |
| С с                          | S s                       | [s]       |
| Т т                          | T t                       | [t]       |
| У у                          | U u                       | [u]       |
| Ү ү                          | Ü ü                       | [y]       |
| Ф ф                          | F f                       | [f]       |
| Х х                          | Х х                       | [χ]       |
| Һ һ                          | H h                       | [h]       |
| Ц ц                          | Ts ts                     | [ts]      |
| Ч ч                          | Ç ç                       | [tʃ]      |
| Ш ш                          | Ş ş                       | [ʃ]       |
| Щ щ                          | Şç şç                     |           |
| Ъ ъ                          | -                         | -         |
| Ы ы                          | I ı                       | [ɤ]       |
| Ь ь                          | '                         | [ʔ]       |
| Э э                          | E e                       | [e]       |
| Ю ю                          | Yu yu (Yü yü)             | [ju] [jy] |
| Я я                          | Ya ya (Yä yä)             | [ja] [jæ] |

## Grammatica
La tipologia linguistica è Soggetto Oggetto Verbo.
Come altre lingue turche il tataro è una lingua agglutinante.

### Pronomi
In tataro non c'è la differenza tra lui e lei.
| Singolare          | Plurale              |
| ------------------ | -------------------- |
| Мин (min) - io     | Без (bez) - noi      |
| Син (sin) - tu     | Сез (sez) - voi, Lei |
| Ул (ul) - lui, lei | Алар (alar) - loro   |

### Il plurale
Per formare il plurale del nome si usa il suffisso -лар /-ләр (-lar/-lär) o -нар /-нәр (-nar/-när).
Il suffisso principale è -lar/-lär:
Китап – китаплар (kitap – kitaplar): libro – libri
Дәфтәр – дәфтәрләр (däftär – däftärlär): quaderno – quaderni
Dopo i suoni nasali м, н, ң (m, n, ñ) si usa il suffisso -нар /-нәр (-nar/-när):
Урам – урамнар (uram – uremnar): via –
vie
Көн – көннәр (kön – kömnär): giorno – giorni
Таң – таңнар (tiñ – tañnar): alba – albe

### Numeri
|    | in alfabeto cirillico | in alfabeto latino |
| -- | --------------------- | ------------------ |
| 0  | ноль                  | nol                |
| 1  | бер                   | ber                |
| 2  | ике                   | ike                |
| 3  | өч                    | öç                 |
| 4  | дүрт                  | dürt               |
| 5  | биш                   | biş                |
| 6  | алты                  | altı               |
| 7  | җиде                  | cide               |
| 8  | сигез                 | sigez              |
| 9  | тугыз                 | tuğız              |
| 10 | ун                    | un                 |

Con i numeri da 2 si usa la forma singolare del sostantivo:
- kitaplar (libri); ma ike kitap (due libri), un kitap (dieci libri) ecc.

Per formare i numeri ordinali si aggiunge il suffisso -нчы/нче (-nçı/nçe) dopo le vocali e il suffisso -ынчы/енче (-ınçı/ençe) dopo le consonanti:
- ber - berençe; ike - ikençe; un - unınçı; altı - altınçı;

### Sostantivi
I sostantivi in tataro non distinguono tra genere e vengono declinati secondo 6 casi. Il caso del sostantivo è espresso da un suffisso.
Esempio di declinazione
| Caso       | Affissi                                                     | Esempio         | Esempio         | Esempio |
| ---------- | ----------------------------------------------------------- | --------------- | --------------- | --- |
| Nominativo | -                                                           | Йорт Yort       | Casa            | Казан - Татарстан Республикасының башкаласы. Qazan - Tatarstan Respublikasınıñ başkalası. Kazan' è la capitale del Tatarstan. |
| Possessivo | -ның (-mıñ) -нең (-neñ)                                     | Йортның Yortnıñ | Di casa         | Бу Марионың йорты. Bu Marionıñ yortı. È la casa di Mario.                                                                     |
| Allativo   | -га/гә (-ğa/gä) -ка/кә (-qa/kä)                             | Йортка Yortqa   | (Vado) a casa   | Эшкә барабыз. Eşkä barabız. Andiamo al lavoro.                                                                                |
| Accusativo | -ны/не (-nı/ne)                                             | Йортны Yortnı   | (Vedo) la casa  | Бу кызны беләсеңме? Bu kıznı beläseñme? Conosci questa ragazza?                                                               |
| Ablativo   | -дан/дән (-dan/dän) -тан/тән (-tan/tän) -нан/нән (-nan/nän) | Йорттан Yorttan | (Vengo) da casa | Сәяхәттән кайталар. Säyäxättän qaytalar. Tornano da un viaggio.                                                               |
| Locativo   | -да/дә (-da/dä) -та/тә (-ta/tä)                             | Йортта Yortta   | (Sto) a casa    | Китабың өстәлдә. Kitabıñ östäldä. Il tuo libro è sulla tavola.                                                                |

### Aggettivi
In tataro gli aggettivi si mettono davanti al sostantivo e sono invariabili, quindi non concordano con il nome né in genere, né in numero, né in caso.
- кызык китап (kızık kitap) – un libro interessante
- кызык китаплар (kızık kitaplar) – libri interessanti
- зур йорт (zur yort) – una casa grande
- зур йортта (zur yortta) – nella casa grande